# دوف فيجين

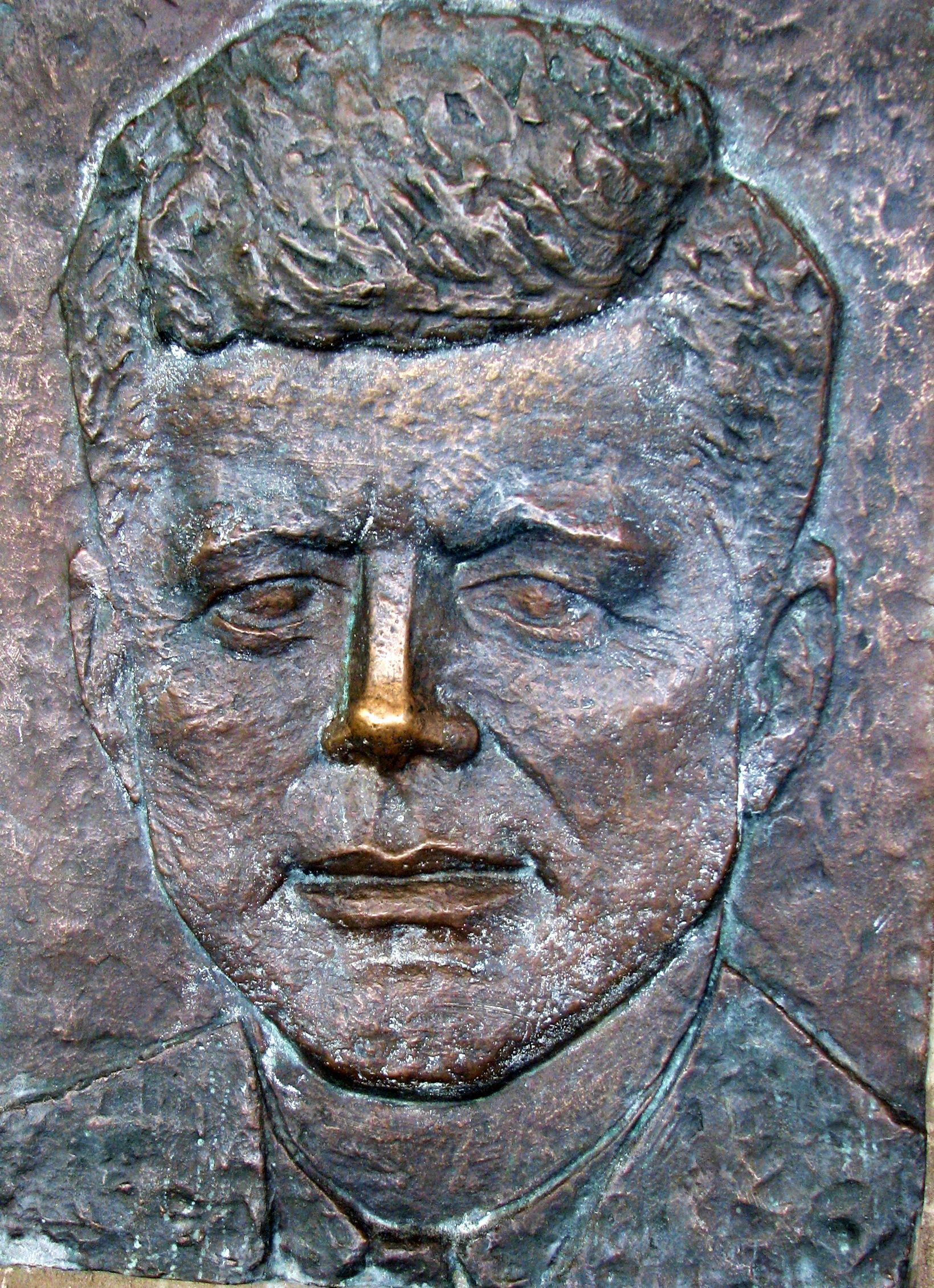
النقش البرونزي لوجه كينيدي في ياد كينيدي.

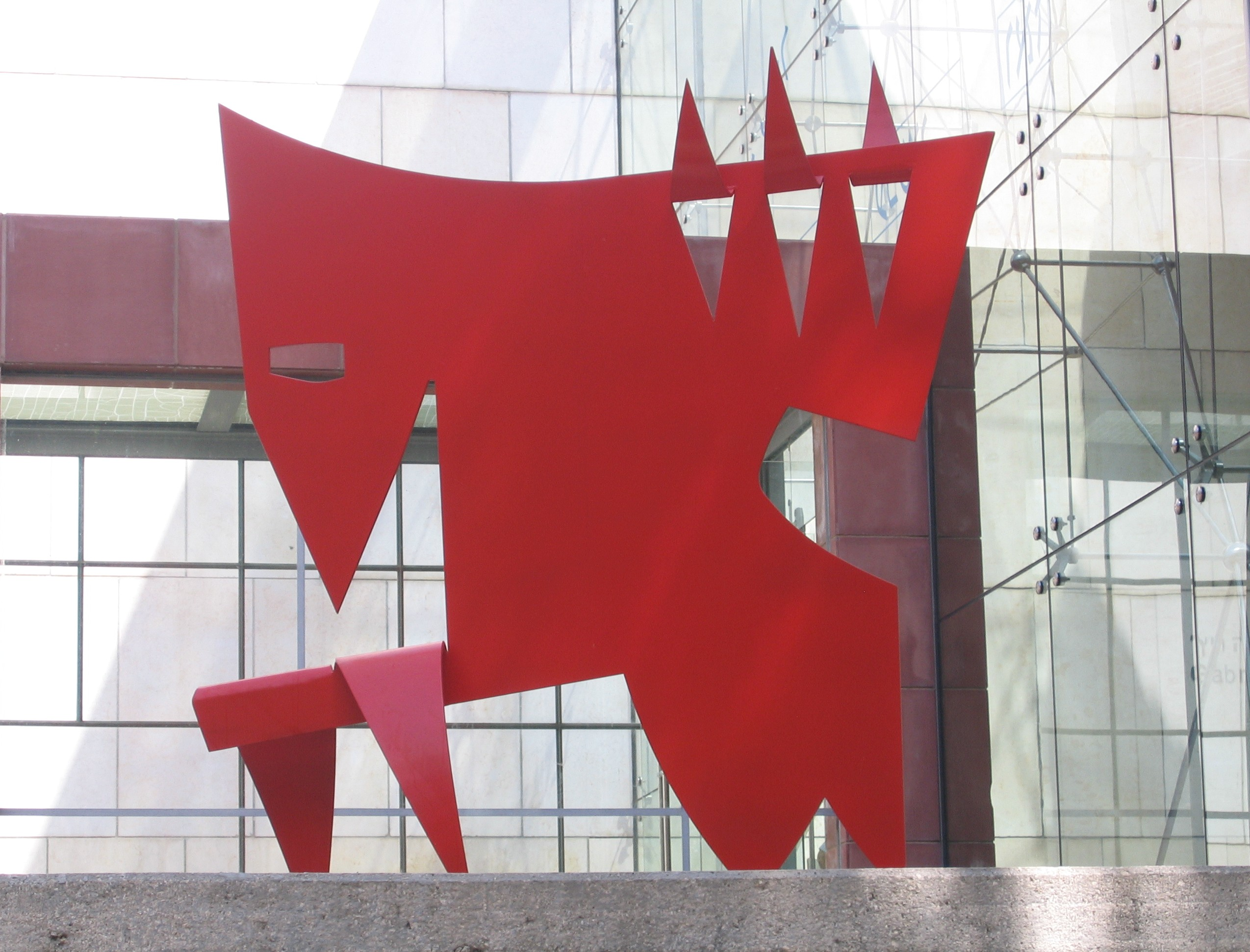
الحيوان (1958/2006)، متحف تل أبيب للفنون، إسرائيل.

دوف فيجين ((بالعبرية: דב פייגין)؛ وُلد عام 1907، وتوفي عام 2000)، كان نحاتاً إسرائيلياً.

## سيرته الذاتية
وُلِد دوف فيجين عام 1907 في لوهانسك، أوكرانيا، عندما كانت جزءً من الإمبراطورية الروسية. كان والده خياطاً. حضر فيجين مدرسة أوكرانيا العامة وكذلك مدرسة التلمود التوراة. في عام 1920، انتقلت عائلة فيجين إلى غوميل، حيث أصبح عضواً في الحركة الاشتراكية الصهيونية هاشومير هاتزايير. في عام 1924، أُلقي القبض عليه وسُجِن لمدة ثلاث سنوات. في عام 1927، بعد الإفراج عنه، هاجر إلى فلسطين الانتدابية وكان واحداً من الأعضاء المؤسسين للكيبوتس أفيكيم.
في عام 1933، تم قبول فيجين في المدرسة الوطنية العليا لفنون الديكور في باريس، فرنسا، حيث درس النحت التقليدي. أعماله من تلك الفترة كانت في معظمها تماثيل تقليدية في الحجر. في عام 1937، عاد فيجين إلى تل أبيب.
في عام 1948، انضم إلى مجموعة فنية تسمى «أوفاكيم هاداسيم» (بالعبرية «الآفاق الجديدة») التي تأسست في وقت سابق من ذلك العام من قبل يوسف زاريزكي. كانت المجموعة مستوحاة بشدة حركة الفن الحديث الأوروبي.

## المسار الفني
في عام 1956، تأثر فيجين بهذه المجموعة، فتحول عمله ليكون أكثر تجريداً. بدأ في استخدام المعدن (الحديد) في بناء تماثيله. مثل العديد من فناني «الآفاق الجديدة» (مثل يتسحاق دانزيجر)، تأثرت أعماله بحركة الكنعانيين الإسرائيليين. أعماله مثل عام 1956 «الطائر» و«ألوموت» (بالعبرية: אלומות - «ساق القمح») أو 1957 «السلالم» التي تقدم بنية تجريدية خطية.
في عام 1948 وعام 1962، حضر بينالي البندقية.
في عام 1966، قام بتصميم النقش البرونزي لوجه جون كينيدي الموجود في ياد كينيدي، وهو نصب تذكاري للتخليد ذكرى جون كينيدي في القدس.
واحدة من أشهر منحوتاته، الحيوان، (1958، تم ترميمها في عام 2006) هي الآن في حديقة النحت لولا بير إبنر في متحف تل أبيب للفنون في تل أبيب، إسرائيل.

## الجوائز
- في عام 1946، كان فيجين متلقياً مشاركاً لجائزة ديزنغوف للنحت.[5]
- حائز على جائزة ساندبيرغ.